# Jumanaj (rejon szumierliński)
Jumanaj (ros. Юманай) – wieś (sieło) w Rosji, w Czuwaszji, w rejonie szumierlińskim. W 2021 liczyła 445 mieszkańców.